# Vicariato apostolico di Ñuflo de Chávez
Il vicariato apostolico di Ñuflo de Chávez (in latino Vicariatus Apostolicus Niuflensis) è una sede della Chiesa cattolica in Bolivia immediatamente soggetta alla Santa Sede. Nel 2022 contava 151.000 battezzati su 186.000 abitanti. È retto dal vescovo Bonifacio Antonio Reimann Panic, O.F.M.

## Territorio
Il vicariato apostolico comprende due province del dipartimento boliviano di Santa Cruz: Ñuflo de Chávez e Guarayos.
Sede del vicariato è la città di Concepción, dove si trova la cattedrale dell'Immacolata Concezione.
Il territorio è suddiviso in 18 parrocchie.

## Storia
Il vicariato apostolico è stato eretto il 13 dicembre 1951 con la bolla Ne sacri Pastores di papa Pio XII, ricavandone il territorio dal vicariato apostolico di Chiquitos (oggi diocesi di San Ignacio de Velasco).

## Cronotassi dei vescovi
Si omettono i periodi di sede vacante non superiori ai 2 anni o non storicamente accertati.
- Jorge Kilian (Chiliano) Pflaum, O.F.M. † (16 novembre 1953 - 18 settembre 1971 deceduto)
- Antonio Eduardo Bösl, O.F.M. † (18 dicembre 1972 - 13 ottobre 2000 deceduto)
- Bonifacio Antonio Reimann Panic, O.F.M., dal 31 ottobre 2001

## Statistiche
Il vicariato apostolico nel 2022 su una popolazione di 186.000 persone contava 151.000 battezzati, corrispondenti all'81,2% del totale.
| anno | popolazione | popolazione | popolazione | presbiteri | presbiteri | presbiteri | presbiteri                | diaconi | religiosi | religiosi | parrocchie |
| anno | battezzati  | totale      | %           | numero     | secolari   | regolari   | battezzati per presbitero | diaconi | uomini    | donne     | parrocchie |
| ---- | ----------- | ----------- | ----------- | ---------- | ---------- | ---------- | ------------------------- | ------- | --------- | --------- | ---------- |
| 1965 | 26.000      | 26.400      | 98,5        | 20         | 2          | 18         | 1.300                     |         | 5         | 26        | 11         |
| 1970 | 29.700      | 30.000      | 99,0        | 18         | 2          | 16         | 1.650                     |         | 21        | 17        |            |
| 1976 | 31.750      | 32.000      | 99,2        | 10         |            | 10         | 3.175                     |         | 17        | 28        | 12         |
| 1980 | 37.500      | 39.600      | 94,7        | 13         | 1          | 12         | 2.884                     |         | 21        | 31        | 12         |
| 1990 | 81.729      | 93.475      | 87,4        | 18         |            | 18         | 4.540                     |         | 23        | 19        | 13         |
| 1999 | 92.223      | 114.856     | 80,3        | 14         | 4          | 10         | 6.587                     | 1       | 11        | 37        | 18         |
| 2000 | 97.038      | 120.212     | 80,7        | 18         | 6          | 12         | 5.391                     | 1       | 14        | 43        | 16         |
| 2001 | 100.479     | 125.721     | 79,9        | 18         | 6          | 12         | 5.582                     | 1       | 13        | 37        | 16         |
| 2002 | 102.744     | 127.986     | 80,3        | 19         | 7          | 12         | 5.407                     | 1       | 13        | 53        | 16         |
| 2003 | 103.000     | 128.000     | 80,5        | 21         | 8          | 13         | 4.904                     | 1       | 14        | 47        | 16         |
| 2004 | 117.873     | 151.350     | 77,9        | 20         | 7          | 13         | 5.893                     | 1       | 22        | 44        | 16         |
| 2010 | 152.000     | 180.000     | 84,4        | 20         | 10         | 10         | 7.600                     |         | 16        | 49        | 17         |
| 2014 | 163.600     | 194.000     | 84,3        | 22         | 14         | 8          | 7.436                     |         | 13        | 58        | 17         |
| 2017 | 141.516     | 182.941     | 77,4        | 26         | 20         | 6          | 5.442                     |         | 11        | 58        | 17         |
| 2020 | 161.076     | 197.189     | 81,7        | 24         | 19         | 5          | 6.711                     |         | 6         | 51        | 18         |
| 2022 | 151.000     | 186.000     | 81,2        | 21         | 17         | 4          | 7.190                     |         | 7         | 45        | 18         |